# Campionato mondiale per club FIVB 2014 (maschile)
Il campionato mondiale per club FIVB 2014 è stata la 10ª edizione del massimo torneo pallavolistico mondiale per club, organizzato come ogni edizione dalla FIVB. A differenza delle ultime cinque edizioni, la manifestazione non si è tenuta nel mese di ottobre bensì nel mese di maggio, cioè al termine della stagione agonistica alla quale si riferiscono i titoli di qualificazione delle squadre anziché all'inizio di quella successiva.
Il torneo è iniziato il 5 maggio 2014 e si è concluso il 10 maggio; tutti gli incontri si sono disputati alla Mineirinho Arena di Belo Horizonte (Brasile). Il titolo è stato vinto dal Belogorie Belgorod, che per la prima volta si è laureato Campione del Mondo per club e si è aggiudicato il premio di 200.000 $.

## Formato
Il formato di questa edizione del campionato mondiale per club è quello in vigore dall'edizione 2009. Esso prevede la suddivisione delle otto squadre partecipanti in due gironi, A e B; si qualificano per la fase successiva le prime due classificate di ogni girone, che si incroceranno in semifinale (la prima del girone A incontrerà la seconda del girone B, e il contrario). Ai fini della classifica è adottato il sistema "italiano" di assegnazione dei punteggi: 3 punti per le vittorie 3-0 e 3-1, 2 punti per la vittoria al tie-break, 1 punto per la sconfitta al tie-break e 0 punti per sconfitte 3-0 e 3-1.
Le squadre qualificatesi terze e quarte nel girone iniziale vengono eliminate, venendo inserite nella classifica finale rispettivamente con il rango di quinte e settime. Le vincitrici delle semifinali si contendono la vittoria finale, mentre le sconfitte si scontrano per la finale 3º-4º posto.

## Squadre partecipanti
Oltre alle squadre vincitrici delle competizioni continentali e al Sada Cruzeiro (squadra ospitante nonché campione in carica), parteciperanno anche due wild card invitate direttamente dalla FIVB: la Trentino Volley dall'Italia e l'Al-Rayyan dal Qatar.
| Gironi   | Squadra            | Nazione    | Titolo                           |
| -------- | ------------------ | ---------- | -------------------------------- |
| Girone A | Sada               | Brasile    | Campione in carica               |
| Girone A | Belogor'e          | Russia     | Campione d'Europa                |
| Girone A | Matin Varamin      | Iran       | Campione d'Asia                  |
| Girone A | Mets de Guaynabo   | Porto Rico | Rappr. del Nord e Centro America |
| Girone B | UPCN               | Argentina  | Campione del Sudamerica          |
| Girone B | Espérance de Tunis | Tunisia    | Campione d'Africa                |
| Girone B | Trentino           | Italia     | wild card                        |
| Girone B | Al-Rayyan          | Qatar      | wild card                        |

## Fase a gironi

### Girone A
Risultati
| Data     | Incontri      | Incontri | Incontri         | 1° Set | 2° Set | 3° Set | 4° Set | 5° Set |
| -------- | ------------- | -------- | ---------------- | ------ | ------ | ------ | ------ | ------ |
| 05-05-14 | Sada          | 3 - 0    | Mets de Guaynabo | 25-18  | 25-15  | 25-19  |        |        |
| 06-05-14 | Belogor'e     | 3 - 1    | Mets de Guaynabo | 25-17  | 25-19  | 22-25  | 25-19  |        |
| 06-05-14 | Sada          | 3 - 0    | Matin Varamin    | 25-22  | 25-16  | 25-21  |        |        |
| 07-05-14 | Matin Varamin | 3 - 0    | Mets de Guaynabo | 25-18  | 25-19  | 25-18  |        |        |
| 07-05-14 | Sada          | 1 - 3    | Belogor'e        | 20-25  | 18-25  | 25-21  | 31-33  |        |
| 08-05-14 | Belogor'e     | 3 - 1    | Matin Varamin    | 25-21  | 22-25  | 25-15  | 26-24  |        |

#### Classifica
| Pos | Nazione          | Punti | Partite | Partite | Partite | Set   | Set   | Ratio | Punti | Punti  | Ratio |
| Pos | Nazione          | Punti | Giocate | Vinte   | Perse   | Vinti | Persi | Ratio | Fatti | Subiti | Ratio |
| --- | ---------------- | ----- | ------- | ------- | ------- | ----- | ----- | ----- | ----- | ------ | ----- |
| 1   | Belogor'e        | 9     | 3       | 3       | 0       | 9     | 3     | 3.000 | 299   | 259    | 1.154 |
| 2   | Sada             | 6     | 3       | 2       | 1       | 7     | 3     | 2.333 | 244   | 215    | 1.135 |
| 3   | Matin Varamin    | 3     | 3       | 1       | 2       | 4     | 6     | 0.667 | 219   | 228    | 0.961 |
| 4   | Mets de Guaynabo | 0     | 3       | 0       | 3       | 1     | 9     | 0.111 | 187   | 247    | 0.757 |

### Girone B
Risultati
| Data     | Incontri  | Incontri | Incontri           | 1° Set | 2° Set | 3° Set | 4° Set | 5° Set |
| -------- | --------- | -------- | ------------------ | ------ | ------ | ------ | ------ | ------ |
| 05-05-14 | UPCN      | 3 - 0    | Espérance de Tunis | 25-18  | 25-18  | 27-25  |        |        |
| 05-05-14 | Trentino  | 0 - 3    | Al-Rayyan          | 22-25  | 24-26  | 22-25  |        |        |
| 06-05-14 | Al-Rayyan | 3 - 0    | Espérance de Tunis | 28-26  | 25-18  | 25-21  |        |        |
| 07-05-14 | Trentino  | 3 - 2    | UPCN               | 23-25  | 25-23  | 38-36  | 22-25  | 15-11  |
| 08-05-14 | UPCN      | 3 - 2    | Al-Rayyan          | 25-19  | 25-20  | 17-25  | 18-25  | 15-11  |
| 08-05-14 | Trentino  | 3 - 0    | Espérance de Tunis | 25-16  | 25-19  | 25-16  |        |        |

#### Classifica
| Pos | Nazione            | Punti | Partite | Partite | Partite | Set   | Set   | Ratio | Punti | Punti  | Ratio |
| Pos | Nazione            | Punti | Giocate | Vinte   | Perse   | Vinti | Persi | Ratio | Fatti | Subiti | Ratio |
| --- | ------------------ | ----- | ------- | ------- | ------- | ----- | ----- | ----- | ----- | ------ | ----- |
| 1   | Al-Rayyan          | 7     | 3       | 2       | 1       | 8     | 3     | 2.667 | 254   | 233    | 1.090 |
| 2   | UPCN               | 6     | 3       | 2       | 1       | 8     | 5     | 1.600 | 297   | 284    | 1.046 |
| 3   | Trentino           | 5     | 3       | 2       | 1       | 6     | 5     | 1.200 | 266   | 247    | 1.077 |
| 4   | Espérance de Tunis | 0     | 3       | 0       | 3       | 0     | 9     | 0.000 | 177   | 230    | 0.770 |

## Fase finale
|  | Semifinali | Semifinali | Semifinali |           |           | Finale             | Finale             | Finale             |  |
|  |            |            |            |           |           |                    |                    |                    |  |
|  | Belogor'e  | Belogor'e  | 3          |           |           |                    |                    |                    |  |
|  | Belogor'e  | Belogor'e  | 3          |           |           |                    |                    |                    |  |
|  | UPCN       | UPCN       | 1          |           |           |                    |                    |                    |  |
|  | UPCN       | UPCN       | 1          |           | Belogor'e | Belogor'e          | 3                  |                    |  |
|  |            |            |            |           | Belogor'e | Belogor'e          | 3                  |                    |  |
|  |            |            | Al-Rayyan  | Al-Rayyan | 1         |                    |                    |                    |  |
|  | Al-Rayyan  | Al-Rayyan  | Al-Rayyan  | Al-Rayyan | 1         | 3                  |                    |                    |  |
|  | Al-Rayyan  | Al-Rayyan  |            |           |           | 3                  |                    |                    |  |
|  | Sada       | Sada       | 1          |           |           | Finale 3º/4º posto | Finale 3º/4º posto | Finale 3º/4º posto |  |
|  | Sada       | Sada       | 1          |           |           |                    |                    |                    |  |
|  |            |            |            |           |           |                    |                    |                    |  |
|  |            |            |            |           |           | UPCN               | UPCN               | 3                  |  |
|  |            |            |            |           |           | UPCN               | UPCN               | 3                  |  |
|  |            |            |            |           |           | Sada               | Sada               | 2                  |  |

### Semifinali
| Data     | Incontri  | Incontri | Incontri | 1° Set | 2° Set | 3° Set | 4° Set | 5° Set |
| -------- | --------- | -------- | -------- | ------ | ------ | ------ | ------ | ------ |
| 09-05-14 | Belogor'e | 3 - 1    | UPCN     | 19-25  | 25-14  | 25-21  | 25-20  |        |
| 09-05-14 | Al-Rayyan | 3 - 1    | Sada     | 21-25  | 25-18  | 25-21  | 25-18  |        |

### Finali
| Data     | Incontri  | Incontri | Incontri  | 1° Set | 2° Set | 3° Set | 4° Set | 5° Set |
| -------- | --------- | -------- | --------- | ------ | ------ | ------ | ------ | ------ |
| 10-05-14 | UPCN      | 3 - 2    | Sada      | 25-17  | 31-29  | 23-25  | 16-25  | 15-13  |
| 10-05-14 | Belogor'e | 3 - 1    | Al-Rayyan | 16-25  | 25-21  | 25-21  | 25-15  |        |

## Classifica finale
| Pos | Squadra            | Nazione    | Confederazione | Premio        |
| --- | ------------------ | ---------- | -------------- | ------------- |
| 1   | Belogor'e          | Russia     | CEV            | 200.000 $     |
| 2   | Al-Rayyan          | Qatar      | AVC            | 140.000 $     |
| 3   | UPCN               | Argentina  | CSV            | 90.000 $      |
| 4   | Sada               | Brasile    | CSV            | 60.000 $      |
| 5   | Trentino           | Italia     | CEV            | 30.000 $      |
| 5   | Matin Varamin      | Iran       | AVC            | 30.000 $      |
| 7   | Mets de Guaynabo   | Porto Rico | NORCECA        | nessun premio |
| 7   | Espérance de Tunis | Tunisia    | CAVB           | nessun premio |

## Premi individuali
| Premio                | Giocatore           | Squadra   |
| --------------------- | ------------------- | --------- |
| MVP                   | Dmitrij Muserskij   | Belogor'e |
| Miglior palleggiatore | Raphael de Oliveira | Al-Rayyan |
| Miglior opposto       | Wallace de Souza    | Sada      |
| Miglior schiacciatore | Sergej Tetjuchin    | Belogor'e |
| Miglior schiacciatore | Matej Kazijski      | Al-Rayyan |
| Miglior centrale      | Roberlandy Simón    | Al-Rayyan |
| Miglior centrale      | José Santos Junior  | UPCN      |
| Miglior libero        | Alan Domingos       | Al-Rayyan |